# テキサス・スター
ビッグ・テックス（Big Tex）は、アメリカ合衆国テキサス州ダラスのフェア・パークで毎年開催されるステート・フェア・オブ・テキサスで最も人気のある乗り物の1つである観覧車。
最も高い位置は216フィート (65.8 m)で、1985年の設立以降、2013年7月22日にメキシコに250-フート (76 m)のスター・オブ・ペブラが建てられるまで北アメリカで最も高い観覧車であった。
ゴンドラ44個に計264名を収容できる。観覧車からの眺めは人々を魅了する要因の1つである。

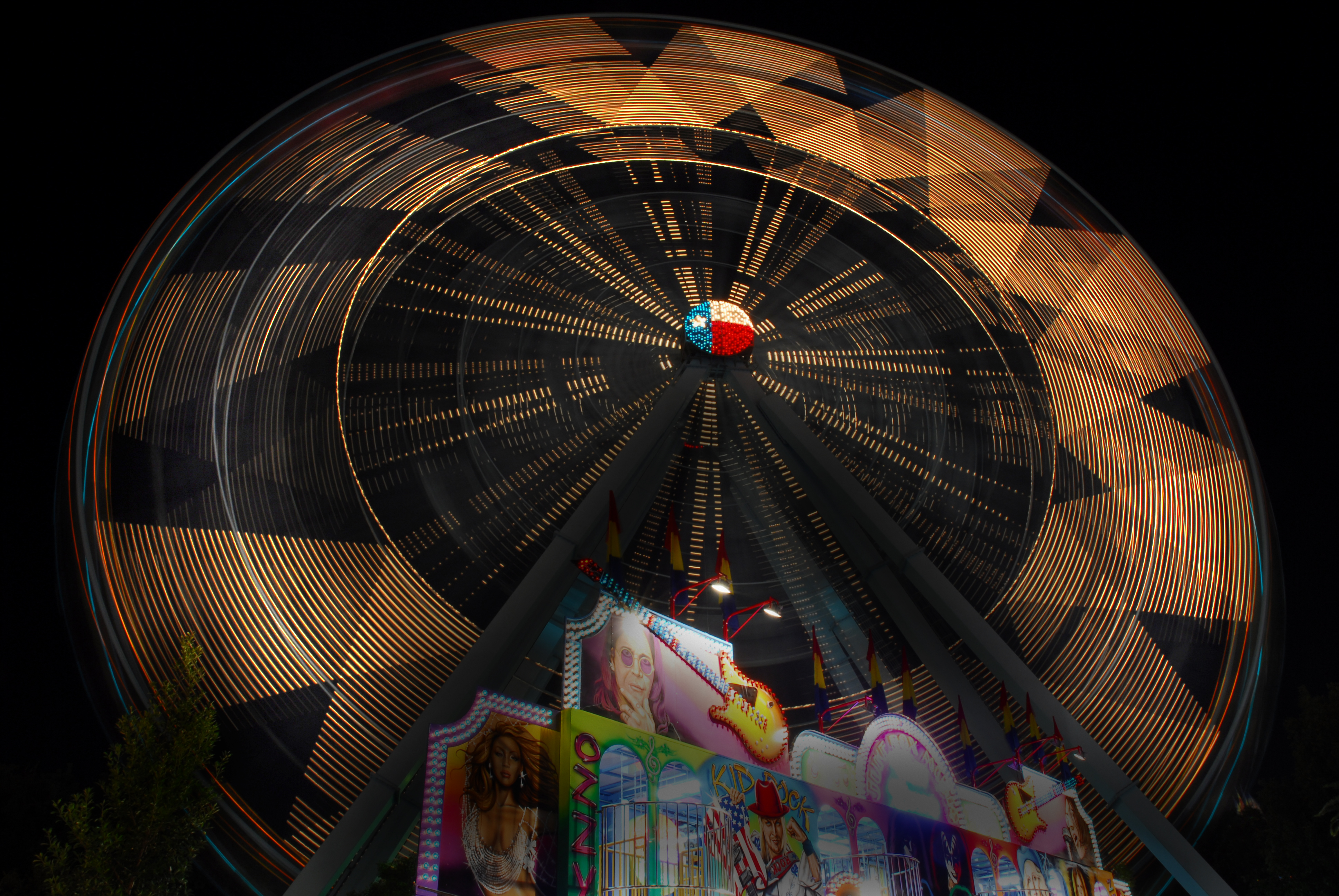
テキサス・スターの夜景

イタリアのレッジョ・エミリアのSDCコープにより220万ドルで建てられ、1985年のフェアに間に合うようにダラスに輸送された。この観覧車はバーバラ・ブラウンと兄弟のマイク・サンドファーにより所有されている。
1985年から2007年の夜に、16,000個の赤、白、青の白熱電球の照明が施されていた。2008年、長寿命で経済的なLED照明システムに置き替えられた。